# TT41
La tombe thébaine TT 41 est située à Cheikh Abd el-Gournah, dans la nécropole thébaine, sur la rive ouest du Nil, face à Louxor en Égypte. Elle date de l'époque de Ramsès Ier, Séthi Ier ou Ramsès II de la XIXe dynastie.
C'est la sépulture d'Amenemopet Ipy, intendant en chef d'Amon dans Thèbes.
Amenemopet, appelé Ipy, est le fils d'un juge nommé Néfertiou et son épouse Iny (ou Aniy) laquelle est une chanteuse de la triade thébaine. La femme d'Amenemopet s'appelle Nedjemet, elle est une chanteuse d'Amon, fille de la chanteuse d'Amon Maya. 
Amenemopet a également les titres de « Surintendant du Grenier du Nord et du Sud », « Surintendant des prophètes de Min et Isis », et « Majordome de l'Épouse du Dieu ».